# Пазяльское (сельское поселение)
Пазяльское — упразднённое муниципальное образование со статусом сельского поселения в Можгинском районе Удмуртии Российской Федерации.
Административный центр — деревня Пазял.
25 июня 2021 года упразднено в связи с преобразованием муниципального района в муниципальный округ.

## История
Статус и границы сельского поселения установлены Законом Удмуртской Республики от 13 июля 2005 года № 41-РЗ «Об установлении границ муниципальных образований и наделении соответствующим статусом муниципальных образований на территории Можгинского района Удмуртской Республики».

## Население
| 2008 | 2010 | 2012 | 2013 | 2014 | 2015 | 2016 |
| ---- | ---- | ---- | ---- | ---- | ---- | ---- |
| 986  | ↘977 | ↘971 | ↘964 | ↘940 | ↘924 | ↗931 |
| 2017 | 2018 | 2019 | 2020 |      |      |      |
| ↘912 | ↘904 | ↘901 | ↘893 |      |      |      |

## Состав сельского поселения
| № | Населённый пункт | Тип населённого пункта          | Население |
| - | ---------------- | ------------------------------- | --------- |
| 1 | Ключи            | деревня                         | ↗49       |
| 2 | Пазял            | деревня, административный центр | ↘799      |
| 3 | Чужьем           | деревня                         | ↘123      |